# Eric W. Weisstein
Eric Wolfgang Weisstein, född 1969, är en encyklopedist som skapade och underhåller ’’MathWorld’’ och ’’Eric Weisstein's World of Science’’ (ScienceWorld). Han är författare till  CRC Concise Encyclopedia of Mathematics. Han arbetar för närvarande på Wolfram Research, Inc.